# Jelle Johannink
Jelle Johannink, né le 22 octobre 1996 à Denekamp, est un coureur cycliste néerlandais.

## Biographie
Jelle Johannink naît dans une famille d'agriculteurs de Denekamp,. Après avoir joué au football, il se tourne vers le vélo à l'âge de dix-sept ans. Il évolue durant ses débuts à l'OWC Oldenzaal. Cycliste amateur, il concilie alors la compétition avec un travail dans le domaine agricole de ses parents. 
Entre 2017 et 2022, il porte les couleurs du club Sensa-Kanjers voor Kanjers. Avec cette formation, il brille principalement dans des courses néerlandaises et sur diverses éditions de l'Arden Challenge. Il se classe également deuxième du Tour de l'Oder en juillet 2022, tout en ayant remporté une étape. Cette même année, il devient champion des Pays-Bas dans la catégorie des élites sans contrat. 
En 2023, il intègre l'équipe continentale À Bloc CT. Bon routier-sprinteur, il s'impose à deux reprises dans des courses locales aux Pays-Bas. Il termine par ailleurs troisième d'une étape du Tour du lac Qinghai, quatrième d'une étape de la Flèche du Sud, dixième de l'Arno Wallaard Memorial ou encore quinzième du championnat des Pays-Bas sur route. Grâce à ses performances, il passe professionnel en 2024 au sein de la structure TDT-Unibet.

## Palmarès et résultats

### Palmarès par année
- 2018
  - 5e épreuve de l'Arden Challenge
  - Ronde van de Vijver
- 2019
  - Tour d'Oospel
  - 2e de l'Arden Challenge
- 2022
  -  Champion des Pays-Bas des élites sans contrat
  - CCM-Dronterland Zuiderzeeronde
  - 3e étape du Tour de l'Oder (contre-la-montre)
  - 2e de l'Arden Challenge
  - 2e du Tour de l'Oder
- 2023
  - Ronde van de Vijver
  - Ton Dolmans Trofee

### Classements mondiaux
| Année                                 | 2023  | 2024 |
| ------------------------------------- | ----- | ---- |
| Classement mondial                    | 1879e | 650e |
| UCI Europe Tour                       | 1202e | nc   |
|                                       |       |      |
| Légende : nc = non classéSource : UCI |       |      |